# Verkehrsstraftat
Verkehrsstraftaten oder Verkehrsdelikte sind in Deutschland Verkehrsverstöße auf öffentlichem Grund, die wegen ihrer Schwere nicht als Verkehrsordnungswidrigkeit geahndet, sondern als Vergehen oder Verbrechen bestraft werden.

## Grundlagen, Normen und Häufigkeit
Schutzzweck ist die Gewährleistung der Sicherheit des Straßenverkehrs. Strafvorschriften finden sich im 28. Abschnitt des Strafgesetzbuches (StGB), im Straßenverkehrsgesetz (StVG) und im Pflichtversicherungsgesetz (PflVersG).
Bei Verkehrsunfällen mit Personen- oder hohen Sachschäden können Sachverständige im Auftrag der Staatsanwaltschaft direkt zur Unfallstelle gerufen werden, um die Verkehrsunfallaufnahme mit der Datenerhebung für ein verkehrsanalytisches Gutachten zu ergänzen.
Die meisten Verkehrsstraftaten finden im Straßenverkehr statt. Von den abgeurteilten Straftaten in Deutschland (ohne die Ordnungswidrigkeitenverfahren) gehören rund ein Viertel zu den Verkehrsstraftaten. Viele Verkehrsstraftaten werden deshalb im Strafbefehlsverfahren gemäß § 407 StPO behandelt. Fachanwälte für Verkehrsrecht und Fachanwälte für Strafrecht sind auf Verkehrsstraftaten spezialisierte Verteidiger.

## Delikte

### Straßenverkehr
Straßenverkehrsstraftaten werden in die folgenden Kategorien eingeteilt:
1. Fehlverhalten im Straßenverkehr:
Zu unterscheiden sind die Verkehrsstraftaten, die ausschließlich im Straßenverkehr begangen werden können, von denen, die zwar straßenverkehrstypisch sind, aber auch außerhalb des Straßenverkehrs begangen werden können.
a) ausschließliche Straßenverkehrsstraftaten aufgrund von Fehlverhalten im Straßenverkehr:
- Gefährdung des Straßenverkehrs gemäß § 315c StGB
- Verbotene Kraftfahrzeugrennen gemäß § 315d StGB
- Fahren unter Einfluss von Alkohol, Drogen und Medikamenten gemäß § 316 StGB

b) andere Straßenverkehrsstraftaten, nämlich solche, die auch außerhalb des Straßenverkehrs begangen werden können:
- Nötigung gemäß § 240 StGB, wenn die Zwangsausübung durch ein Kraftfahrzeug vorgenommen wird (zum Beispiel vorsätzlicher Abstandsverstoß)
- fahrlässige Tötung gemäß § 222 StGB
- fahrlässige Körperverletzung gemäß § 229 StGB

Keine Verkehrsstraftat ist der Vollrausch gemäß § 323a StGB, der aber eine wichtige Auffangstraftat darstellt, wenn der Täter zwar eine Verkehrsstraftat begangen hat, für diese wegen einer Schuldunfähigkeit gemäß § 21 StGB nicht bestraft werden kann.
2. Eingriffe in den Straßenverkehr von außen:
- Gefährlicher Eingriff in den Straßenverkehr gemäß § 315b StGB
- Der Räuberische Angriff auf Kraftfahrer gemäß § 316a StGB, umfasst Tatbestände, des Raubes (§ 249, § 250 StGB), des räuberischen Diebstahls (§ 252 StGB) oder einer räuberischen Erpressung (§ 255 StGB) bei denen ein Angriff auf Leib oder Leben oder die Entschlussfreiheit des Führers oder Mitfahrers eines Kraftfahrzeuges unter besonderer Ausnutzung des Straßenverkehrs verübt.

3. Verstöße gegen die Regeln zur Schadensvorsorge:
- Unerlaubtes Entfernen vom Unfallort gemäß § 142 StGB
- Fahren ohne Fahrerlaubnis bzw. Fahren trotz Fahrverbot gemäß § 21 StVG
- Kennzeichenmissbrauch gemäß § 22 StVG
- Fahren ohne Haftpflichtversicherungsschutz gemäß § 6 PflVG
- Unterlassene Hilfeleistung gemäß § 323c StGB als Verkehrsteilnehmer
- Gesetz über die Pflichtversicherung für Kraftfahrzeughalter gemäß § 6 PflVG

4. weitere Verkehrsstraftaten:
- Unbefugter Gebrauch eines Fahrzeugs gemäß § 248b StGB, hierbei handelt es sich um ein auf ein Fahrzeug bezogenes Eigentumsdelikt. Schutzgut ist hier nicht die Sicherheit des Verkehrs, sondern das Eigentum.
- Falsche Verdächtigung gemäß § 164 StGB, ist keine Verkehrsstraftat im engeren Sinn, aber eine Straftat, die häufig in Verbindung mit dem Straßenverkehr steht, nämlich wenn wahrheitswidrig behauptet wird, eine andere Person hätte das Fahrzeug bei der Begehung einer Verkehrsstraftat oder -ordnungswidrigkeit geführt.

Nicht zum eigentlichen Straßenverkehrsstrafrecht gehört:
- Steuerhinterziehung der Kfz-Steuer § 370 AO in Verbindung mit §§ 1, 2 KraftStG

### Schiffsverkehr
- Gefährliche Eingriffe in den Bahn-, Schiffs- und Luftverkehr gemäß § 315 StGB
- Gefährdung des Bahn-, Schiffs- und Luftverkehrs gemäß § 315a StGB

### Luftverkehr
- Gefährliche Eingriffe in den Bahn-, Schiffs- und Luftverkehr gemäß § 315 StGB
- Gefährdung des Bahn-, Schiffs- und Luftverkehrs gemäß § 315a StGB

### Bahnverkehr
- Gefährliche Eingriffe in den Bahn-, Schiffs- und Luftverkehr gemäß § 315 StGB
- Gefährdung des Bahn-, Schiffs- und Luftverkehrs gemäß § 315a StGB

Anm.: Durch die Einordnung in die Verkehrsarten kommt es hier zu Mehrfachnennungen.

## Abgrenzung
Keine Verkehrsstraftaten im engeren Sinne sind
- Missbräuchliches Herstellen, Vertreiben oder Ausgeben von Kennzeichen, § 22a StVG
- Missbrauch von Wegstreckenzählern und Geschwindigkeitsbegrenzern, § 22b StVG

Beide Delikte sind im eigentlichen Sinne subsidiäre Fälschungsdelikte zu §§ 267 ff. StGB. 

## Folgen
Schon eine einzige erhebliche Verkehrsstraftat kann Zweifel an der Eignung zum Führen eines Kraftfahrzeuges begründen, sodass die Straßenverkehrsbehörde eine Medizinisch-Psychologische Untersuchung anordnen kann. Weitere Folgen können sein: Entziehung der Fahrerlaubnis, Fahrverbot, Verlängerung der Probezeit und Eintrag im Fahreignungsregister (Punkte, Vermerke). Ferner wird im Straßenverkehr der Führerschein unter Umständen von der Polizei beschlagnahmt (Einziehungsgegenstand). In bestimmten Fällen werden auch Tatmittel (z. B. Tatfahrzeug) eingezogen.
Kann oder soll eine Tat nicht als Verkehrsstraftat abgeurteilt werden, ist die Überleitung in ein Verkehrsordnungswidrigkeitenverfahren möglich. Umgekehrt kann auch ein Verkehrsordnungswidrigkeitenverfahren in ein Strafverfahren übergeleitet werden, wenn sich dafür entsprechende Anhaltspunkte ergeben. Ist bereits eine gerichtliche Entscheidung über die Tat in einem Ordnungswidrigkeitenverfahren ergangen, liegt ein Strafklageverbrauch (ne bis in idem) vor und eine Überleitung in ein Strafverfahren ist ausgeschlossen. Wurde der Bußgeldbescheid dagegen ohne ein gerichtliches Verfahren rechtskräftig, kann die Tat dennoch später auch als Straftat verfolgt werden (§ 84 OWiG).